# Agilolfinges
Pour les articles homonymes, voir Agilulf (homonymie).

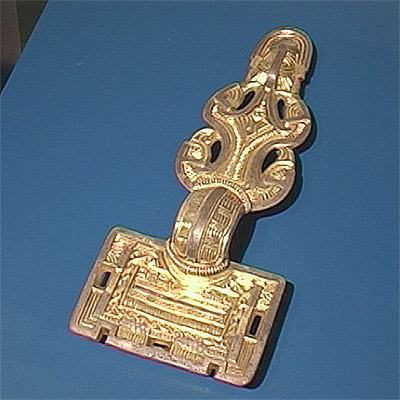
Fibule bavaroise du VIIe siècle.

La maison des Agilolfinges, Agilolfings, Agilolfingiens ou Agilolfides, est une famille nobiliaire du haut Moyen Âge.
Elle règne sur le duché de Bavière et le royaume lombard entre le VIe siècle et le VIIIe siècle. Elle se donne pour ancêtre un mythique Agilolphe ou Agilulf.
Au VIe siècle, la Bavière entre sous la domination du royaume franc. Ses souverains, rattachés dans les sources anciennes aux Agilolfinges, sont dès lors investis par les rois francs selon la Lex Baiuvariorum, mais en sont dépouillés par Charlemagne à la fin du VIIIe siècle. Ils oscillent durant cette période entre la fidélité aux rois francs et l'alliance avec les Lombards.
Sous leur règne, le territoire est christianisé, et quatre diocèses sont fondés : Ratisbonne, également siège du pouvoir, Freising, Passau et Salzbourg.

## Histoire
Garibald († vers 593) reçoit la Bavière des mains du roi Thibaut ou Théodebald. L'appartenance de Garibald aux Agilolfinges est discutée, certains historiens lui prêtant une origine burgonde, hérule, lombarde, ou thuringienne. Cependant, plusieurs se rallient à une origine franque, comme Karl Ferdinand Werner, Eduard Hlawitschka, Reiner Butzen, Jörg Jarnut ou Christian Settipani. Il serait fils ou petit-fils d'un Agilulf, beau-frère de Clodéric, roi de Cologne en 508-509, et selon l'hypothèse de Jörg Jarnut, descendant par les femmes d'Agiulf, roi des Suèves († 458).
Vers 555, après la mort de Thibaut ou Théodebald, sa veuve Vuldetrade ou Waldrade, fille de Waccho, roi des Lombards, est temporairement épousée par Clotaire, le temps de s'emparer du royaume de son petit-neveu, puis répudiée. Elle est alors donnée en mariage à Garibald. De cette union est issue Théodelinde. Par la suite, Garibald se rapproche des Lombards pour affirmer l'indépendance de son duché face aux rois francs. Il scelle une alliance en 584 avec Authari, roi des Lombards, à qui il donne en mariage sa fille Théodelinde en 589. Authari étant mort l'année suivante, Théodelinde épouse son successeur, Agilulf, désigné par les princes lombards. Cette alliance provoque l'intervention de Childebert vers 590-593 : Garibald est chassé du trône et remplacé par Tassilon, peut-être l'un de ses fils.
Par ailleurs, à la faveur du traité entre les Bavarois et les Lombards, un fils de Garibald, Gundoald, devient duc d'Asti en épousant une noble lombarde. Plus tard, le fils de Gundoald, Aripert, évince le fils d'Agilulf en 591 en s'emparant du trône de Lombardie, et poursuit la lignée des Agilolfinges en Italie où elle s'éteint avec Aripert II (+712).
Vers 735-737, le duché de Bavière passe à Odilon, fils probable de Godefred, duc d'Alémanie, et se rattachant sans doute aux Agilolfinges par sa mère. Son fils Tassilon III, allié à Didier, roi des Lombards, au terme d'une longue lutte avec Charlemagne, est dépossédé en 794 de son domaine qui est alors incorporé dans le royaume franc.